# 日本フォーマル協会
一般社団法人日本フォーマル協会 （にほんフォーマルきょうかい、英称:Japan Formal Style Association）は、東京都渋谷区に本拠を置く、日本の一般社団法人。桂由美が1976年に設立した。
日本におけるフォーマル文化（公式の場や社交の場において、人間関係を円滑にするために決められた礼儀作法）を普及し、指導啓発するための活動を目的としている。
主な事業としては、2000年よりベストフォーマリストを毎年男女2名を選出し授賞式をおこない、フォーマルスペシャリスト検定試験、フォーマルマナー・ルール研修がある。

## 沿革
- 1976年 -  日本フォーマルウエア協会発足[1]。初代理事長は桂由美。
- 1977年 -  第一期フォーマルスペシャリスト検定1級（ゴールドライセンス）開催[3][4]。
- 1980年 -  第一回フォーマルスペシャリスト検定2級（シルバーライセンス）開催[3][4]。
- 1992年 -  フォーマルウエア スタンダーズマニュアル発行。
- 1997年 -  フォーマルウエアルールブック発行
- 1999年 -  第一期フォーマルスペシャリスト検定準2級（ブロンズライセンス開催[3][4]
- 2000年 -  ベストフォーマリスト賞制定[2]。
- 2005年 -  公式サイト開設
- 2013年 -  一般社団法人へ移行。
- 2016年 -  創立40周年記念パーティ開催。

## フォーマルスペシャリスト検定
フォーマルスペシャリスト検定は日本におけるフォーマルの文化、マナー・ルールをはじめ、時間別・シーン別の服装やアイテム、冠婚葬祭について学ぶ検定である。通称フォーマル検定とも呼ばれる。１級、２級は筆記式、準２級はマークシート筆記式、フォーマルマナー・ルール研修はIBT試験となっている。
- フォーマルスペシャリスト検定　1級 (ゴールドライセンス)[3][4]
- フォーマルスペシャリスト検定　2級 (シルバーライセンス)
- フォーマルスペシャリスト検定　準2級 (ブロンズライセンス)
- フォーマルマナー・ルール研修